# DNS-replikáció

A DNS replikációja. A kettős hélix széttekeredik és mindkét szál templátként szolgál egy új szál számára

A DNS-replikáció vagy DNS-másolás az a folyamat, aminek eredményeképpen az eredeti dezoxiribonukleinsav alapján két, egymással azonos molekula keletkezik. A DNS-replikáció minden élőlényben lezajlik, ez az öröklődés alapját biztosító biológiai folyamat. A DNS két szálból áll, ezek a másolás során szétválnak és rajtuk, bázissorrendjüket templátnak használva enzimek új, komplementer (kiegészítő) szálat szintetizálnak. Ez az úgynevezett szemikonzervatív modell, amikor az utódmolekulák félig a kiindulási DNS-ből állnak. A másolás pontosságát szintén enzimek ellenőrzik.
A sejten belül a replikáció nem a DNS-molekula végén, hanem bizonyos köztes pontokon, az origókban kezdődik. A szétcsavarodó szálak és a rajtuk szintetizálódó új fonalak hozzák létre a replikációs villát. Az új szál szintézisét a DNS-polimeráz enzim végzi.
A DNS-replikáció kémcsőben, sejten kívül is elvégezhető. Ismert szekvenciájú DNS-mintát enzimek és szükséges vegyületek hozzáadásával sokszorosan le lehet másolni, ez szolgál alapul a polimeráz-láncreakció metodikájának, amelyet általánosan használnak kórokozók detektálására, az igazságügyi orvostanban, a kutatásban és egyéb területeken

## A DNS szerkezete
A DNS többnyire kettős szálú struktúrába rendeződik, ahol a szálak egymás köré csavarodnak, ez az ún. kettős hélix. Az egyes szálak egymás után sorakozó nukleotidokból állnak. A nukleotidok egy dezoxiribóz cukormolekulából, egy foszfátcsoportból és egy nukleobázisból tevődnek össze. A DNS-ben négyféle nukleotid lehet, a nukleobázisuk alapján: az adenozin (bázisa az adenin), citidin (citozin), guanozin (guanin) és timidin (timin), melyeknek általánosan elterjedt rövidítése az A, C, G és T. Az adenin és a guanin purinbázis, míg a citozin és a timin pirimidin. A nukleotidok foszfát és cukorcsoportjai egymáshoz kapcsolódva alkotják a DNS-szál gerincét, amelyről oldalt lelógnak a bázisok. Két szál bázisai egymással hidrogénkötéseket tudnak létesíteni, bázispárokat hozva létre. Az adenin csak timinnel (két hidrogénkötés), míg a guanin csak citozinnal (három hidrogénkötés, ezért ez erősebb mint az A-T pár) képes összekapcsolódni. Emiatt a szétválasztott szálak egymás kiegészítői (komplementerei) és bármelyik alapul szolgálhat a másik szál szintéziséhez (egymás templátjai).
A DNS-szálaknak irányultsága van. A nukleotidok dezoxiribózához két foszfátcsoport kapcsolódik, egyik a 3., a másik az 5. szénatomhoz. Aszerint, hogy melyik foszfát van közelebb a végéhez, beszélünk 3' és 5' végről. A DNS másolása, leolvasása a biológiai rendszerekben mindig 5'->3' irányban történik, ezért a nukleotidok egymásutánját, szekvenciáját is ebben az irányban adják meg. A DNS két szála fordított irányultságú, egyikük 5'-3', míg a másik 3'-5' irányban áll.

## A DNS-polimeráz

A DNS-polimeráz nukleotidokat ad az új szál 3' végéhez. Hibás párosítás esetén a beépített hibajavító mechanizmus eltávolítja az utolsó nukleotidot és ezután folytatódik a szál meghosszabbítása

A DNS-polimeráz nem egy konkrét enzim, hanem egy enzimcsalád, mely tagjainak feladata a DNS másolása. Ők maguk nem képesek új szál szintézisét elkezdeni a régin, hanem csak a meglévő második szálat tudják hosszabbítani, ezért a kezdéshez egy rövid, egyszálú DNS-re vagy RNS-re, az úgynevezett primerre (ejtsd prájmer) van szükségük, amely a templáthoz kapcsolódva kis szakaszon kétszálú szerkezetet hoz létre, amelyet az enzim hosszabbíthat.
Az enzim az új DNS-szál 3' végéhez foszfodiészter kötéssel kapcsol új nukleotidokat, a régi szál bázissorrendjének megfelelően. Ehhez nukleozid-trifoszfátokat használ fel amelyekben a bázishoz és cukorhoz három foszfátcsoport csatlakozik nagyenergiájú kötéssel. Az enzim erről lehasít egy pirofoszfátot és a felszabaduló energia felhasználásával létrehozza a foszfodiészter kötést a keletkező nukleotid (nukleotid a bázis-cukor-foszfát hármas elnevezése) foszfátcsoportja és a DNS-szál 3' végének dezoxiribóza között. A felbomló nagyenergiájú kötés miatt a reakció gyakorlatilag irreverzibilis.
A DNS-polimeráz igen pontosan dolgozik, alapműködése során csak minden tízmilliomodik bázisnál téved. Emellett azonban hibaészlelő és -javító aktivitással is rendelkezik: a szál végéről eltávolítja az észlelt hibás nukleotidot, majd folytatja annak hosszabbítását. Ezenkívül a replikáció után egy másik javítómechanizmus is leellenőrzi a másolás hűségét és képes különbséget tenni a régi és az újonnan készült szál között. Összességében a DNS-replikáció hibarátája mindössze egy tévedés minden egymilliárd beépített bázisban.
Az élő sejtben zajló DNS-replikáció sebességét E. coli baktériumot fertőző T4 fág esetében határozták meg először. A vírus DNS-polimeráza 749 nukleotidot épített be másodpercenként és ennek során minden százhetvenmilliomodiknál ejtett hibát. A DNS másolása meglepően gyorsnak és pontosnak tekinthető. 

## A replikáció folyamata
A replikáció három fázisból áll: kezdés (iniciáció), szálhosszabbítás (elongáció) és befejezés (termináció).

### Iniciáció

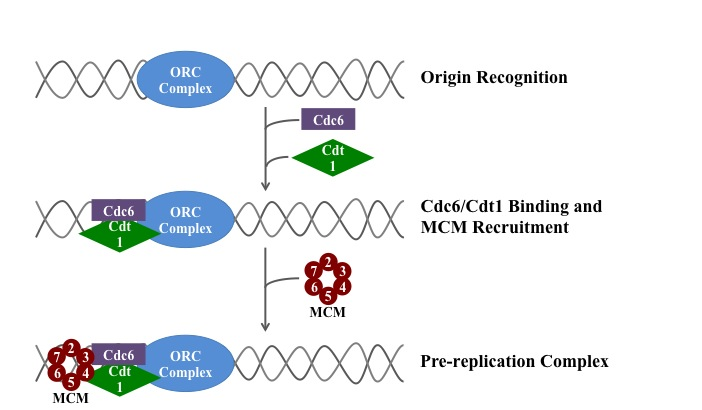
A pre-replikációs komplex kialakulása

A sejt osztódása előtt annak DNS-tartalma megkettőződik. A folyamat bizonyos pontokon, az ún. replikációs origóknál indul, amelyekhez hozzákötődnek az iniciátor fehérjék. Escherichia coli esetében az iniciátor a DnaA, míg élesztőben az origófelismerő komplex. Az iniciátorok által felismert régiók többnyire A és T bázisokban gazdagok, mert két hidrogénkötésüket könnyebb felbontani, mint a G és C három kötését. Ha sikeresen megkötötték a DNS-t, egyéb proteinek segítségével létrehozzák a pre-replikációs komplexet, amely szétcsavarja a DNS egymás köré tekeredő szálait és ún. replikációs buborék keletkezik.

### Elongáció
A DNS-polimeráznak egy szabad 3' OH-csoportra van szüksége a feladata elvégzéséhez, vagyis az új szál 5'-3' irányban készül és ennek megfelelően a templátszálon 3'-5' irányban halad a másolóenzim. A szintézis mechanizmusát illetően négy változat ismert:
- valamennyi sejtes organizmus és sok DNS-vírus, bakteriofág és plazmid azt a módszert alkalmazza, hogy a primáz enzim egy rövid RNS-primert készít az egyszálú DNS-re, melynek szabad 3' OH-csoportjáról a DNS-polimeráz már képes elindulni.
- a retrovírusok és retrotranszpozonok egy transzfer RNS-t használnak primerként a reverz transzkriptáz számára
- az adenovírusok és a bakteriofágok φ29 családja esetében a szabad OH-csoportot egy DNS-kötő fehérje egyik aminosava szolgáltatja, ehhez kapcsolja a DNS-polimeráz az új szálat.
- az egyszálú DNS-vírusok (circovírusok, geminivírusok, parvovírusok stb.) és azok a kétszálú fágok és plazmidok amelyek a másolás guruló kör modelljét használják, a cirkuláris DNS egyik szálát (vagy ha egyszálú akkor azt) egy endonukleázzal elvágják, a nukleáz megköti az 5' véget, míg a szabad 3' végen elkezdődhet a szálhosszabbítás.

Ezek közül az első a messze legelterjedtebb és legjobban feltárt mechanizmus. Ennek során, miután a dupla hélix két szála elvált egymástól, a primáz enzim RNS-primert készít rajtuk. A vezető szálon (lásd lejjebb) egy primer készül, melyet folyamatosan, hosszasan hosszabbít meg a DNS-polimeráz, míg a követő szálra több primer szintetizálódik, melyek a következő primerig egészülnek ki, így jönnek létre az Okazaki-fragmentumok. A primerek egy RNáz távolítja el, és a helyükön maradó réseket egy másik DNS-polimeráz (nem az, amelyik a szálhosszabbítást végzi) betölti. Ez nem képes kovalensen összekötni az általa szintetizált rövid DNS-szakaszt a korábban készült hosszú szállal, ezt a feladatot a ligáz enzim látja el, amely révén a replikáció befejeződik és végeredményül hosszú, folyamatos, kétszálú DNS jön létre.
A baktériumok és eukarióták/archeák által használt primáz jelentősen különbözik egymástól. A bakteriális primáz a DnaG családba tartozik, szerkezetileg a topoizomeráz Ia és II, egyes nukleázok és DNS-javító enzimek rokona. Az eukarióta primáz viszont egészen más szerkezetű, leginkább a vírusok RNS-függő RNS-polimerázára, a reverz transzkriptázra, a ciklikus nukleotidokat készítő ciklázra és egyes DNS-polimerázokra hasonlít.
A DNS replikációját többféle polimeráz végzi. E. coliban a gyors működésű DNS-polimeráz III (Pol III) végzi a szálhosszabbítást, míg a DNS-polimeráz I (Pol I) feladata az RNS-primerek lebontása és helyének DNS-sel való betöltése. A Pol I lassan (jóval lassabban, mint a Pol III) végighalad az RNS-DNS hibriden, maga előtt bontja az RNS-t, maga mögött pedig annak helyére dezoxiribóz-tartalmú nukleotidokat épít be. Eukariótákban a lassú Pol α segít a replikáció beindításában, míg a gyors szálhosszabbítók a Pol δ és Pol ε enzimek.
A DNS-szintézis előrehaladtával a buborék két oldalán folytatódik az eredeti kettős hélix szétcsavarása és mindkét végen ún. replikációs villa halad. A baktériumok kör alakú genomjában csak egy origó található és az előrehaladó replikációs formációt théta-struktúrának nevezik (a görög θ betű nyomán, amire alakja emlékeztet). Ezzel ellentétben az eukarióták kromoszómái lineárisak és rajtuk több replkációs origó is található.

### A replikációs villa

A replikációs villa szerkezete
a: templát, b: vezető szál, c: követő szál, d: replikációs villa, e: primer, f: Okazaki-fragmentumok

A replikációs villa enzimjei

Ahogyan a helikázok széttekerik a DNS két szálát és rajtuk folyik az új szálak szintézise, kétágú alakzat jön létre, a replikációs villa. Az egyik ág a vezető szál, a másik pedig a követő szál. Mivel a DNS-szintézis csak 5'-3' irányba történhet és a szálak egymással ellentétes orientációjúak, valahogyan meg kell oldani a fordított állású lánc replikációját.
A vezető szál annak a DNS-láncnak a neve, amelyen a replikáció iránya egybeesik a replikációs villa haladásának (vagyis a kettős hélix széttekerésének) irányával. A polimeráz ezen a szálon folyamatosan tudja olvasni a templátot és annak alapján megszakítás nélkül hosszabbítja az új láncot. Az enzim prokariótákban a Pol III, élesztőben pedig feltehetően a Pol ε. Emberi sejtekben a vezető szál polimeráza a Pol ε, a követő szálé a Pol δ, a mitokondriumokban pedig a Pol γ  A Pol ε szükség esetén helyettesíteni tudja a Pol δ-t.
A követő szál az, amelyiken a szintézis iránya ellentétes a replikációs villa haladásával. Ezért itt az új szál rövid szakaszokban, úgynevezett Okazaki-fragmentumokban készül. A replikáció ugyanúgy rövid RNS-primerrel kezdődik, amit később eltávolítanak és a fragmentumokat a ligázok összekapcsolják. Az Okazaki-fragmentumok baktériumokban 1000-2000 bázis, míg eukariótákban csak 100-200 bázis hosszúságúak.
Eukariótákban a primáz a Pol α enzimkomplex része. A fragmentumok hosszabbítását a Pol III (prokariótákban) vagy a Pol δ/Pol ε (eukariótákban) végzi. Az RNS-primert eukarióta sejtekben szintén a Pol δ távolítja el. Baktériumokban az utóbbit a Pol I végzi.
Amikor a helikáz szétcsavarja a kétszálú DNS-t, az előtte lévő hélix-szakasz forogni kényszerül és rövid időn belül akkora torziós feszültség gyülemlik fel benne, ami megállítaná a replikációs villa előrehaladását. Ezt elkerülendő, a topoizomeráz enzimek időnként eltörik, majd újból összekötik a dupla hélixet; sőt ezt nem csak meglévő feszültség esetén teszik meg, hanem előre negatív másodlagos struktúrába csavarják azt.
A csupasz egyszálú DNS hajlamos másodlagos struktúrákba rendeződni, amelyek zavarják a DNS-polimeráz működését. Ennek elkerülése érdekében speciális proteinek kötődnek hozzá, amelyek meggátolják a másodlagos hurkok kialakulását a második szál elkészültéig. Az egyszálú DNS-molekulát kapocsproteinek is körülveszik, amelyek belső üregében a lánc kényelmesen tud siklani és amelyekbe a DNS-polimeráz bele tud kapaszkodni, felgyorsítva a replikációt. Amikor a polimeráz eléri a templát végét vagy kettős szálat észlel maga előtt, a kapocs egy konformációs változás következtében leválik.:274-5
A replikációs villán összegyűlt különböző funkciójú enzimek és struktúrproteinek alkotják a repliszómát. Ennek fontosabb alkotóelemei a következők:
| Enzim                      | Szerepe a replikációban |
| -------------------------- | --- |
| Helikáz                    | Szétcsavarja a DNS kettős hélixének szálait a replikációs villánál |
| DNS-polimeráz              | Az egyszálú DNS nukleotidsorrendje alapján 5'-3' irányban második szálat szintetizál. Ezenkívül hibaellenőrzést és -javítást is végez. A sejten belül többféle polimeráz létezik, mindegyik a maga külön feladatával |
| DNS-kapocs                 | Az a protein, amely megakadályozza a DNS-polimeráz leválását a DNS-ről |
| Egyszálú DNS-kötő fehérjék | A replikációs villa egyszálú DNS-hez kötve megakadályozza a kettős hélix és a másodlagos szerkezetek újraformálódását és a szálak térbeli eltávolításával gyorsítják a replikáció sebességét                         |
| Topoizomeráz               | Megszünteti a kettős hélix másodlagosan felcsavart szerkezetét |
| DNS-giráz                  | Más néven topoizomeráz II. Enyhíti a torziós feszültséget a DNS-hélixben |
| DNS-ligáz                  | Összeköti a DNS-szálak végeit (például az Okazaki-fragmentumokat). |
| Primáz                     | A szintézis elkezdéséhez szolgáltat primert a polimeráz számára |
| Telomeráz                  | Az eukarióta kromoszómák végén található telomerekhez ad ismétlődő rövid szekvenciákat, ezáltal a sokszor osztódó őssejtek élettartamát meghosszabbítja                                                              |

### Termináció
Az eukarióta kromoszómán több ponton kezdődik a másolás, majd amikor a replikációs villa eléri a következő szakasz kezdetét, a polimeráz különösebb szabályozás nélkül leválik a kettős hélixről. A lineáris kromoszómák legvégét azonban nem tudják elérni és a másolást annak közelében, az ismétlődő szakaszokat tartalmazó telomer régióban abbahagyják. Emiatt az új szálak mindig rövidebbek valamivel a kiindulási DNS-szálnál. A testi sejtek a DNS-vesztés miatt csak bizonyos számú osztódást képesek elvégezni, ez az ún. Hayflick-korlát. Az ivarsejtekben a telomeráz enzim újabb rövid, ismétlődő szakaszokat illeszt a kromoszóma végére, így kerülik meg a korlátot. A telomeráz mutáció következtében testi sejtekben is aktiválódhat, ami könnyen tumor kialakulásához vezethet, sőt a rosszindulatú rákos elváltozás egyik előfeltétele.
A baktériumok kör alakú kromoszómáin a másolás akkor ér véget, amikor az origóval ellentétes oldalon a két replikációs villa találkozik. E. coli-ban ezen a helyen egy terminációs szekvencia található; ehhez a Tus-protein köt, amely meggátolja a helikáz működését, így a villák mindig a terminációs régióban találkoznak.

## Szabályozás

Eukarióta sejtciklus

Az eukarióták esetében a DNS-replikáció a sejtciklushoz kötött. A sejt növekedése és osztódása során különböző fázisokon megy át; a DNS másolása az S (szintézis) fázisban zajlik le. A sejtciklus előrehaladása és a fázisváltás ún. ellenőrző pontok révén történik, ezeket a ciklin és ciklindependens kináz proteinek szabályozzák.
A DNS-replikációja (és az azt követő osztódás) a G1/S ellenőrzőpont állapotától függ. Azok a sejtek, amelyek megállnak ennél a pontnál G0 fázisban maradnak és nem másolják DNS-üket.
A mitokondriumok és kloroplasztiszok osztódása és DNS-másolása nem függ a sejtciklustól.
A baktériumok többsége nem meghatározott szakaszokra oszló sejtciklus során osztódik és folyamatosan másolhatja a DNS-ét. Bőséges táplálék és gyors növekedés esetén az egymás követő DNS-replikációk miatt több genom is felhalmozódhat a sejtben. A legjobban ismert baktériumban, az E. coli-ban a DNS másolását több mechanizmus is szabályozza, mint például az hemimetilált origó (az egyik DNS-szálhoz való metilcsoport-kapcsolás), az ATP/ADP arány vagy a DnaA protein mennyisége. Valamennyi az iniciátorok origóhoz való hozzáférését gátolja.
Az E. coli vírusgátló restrikciós rendszere metilálja a saját GATC nukleotidszekvenciákat (mindkét szálon, lévén a GATC palindrom szekvencia). A replikáció után értelemszerűen csak a régi szál metilált, és ezt a hemi-(félig)metilált szakaszt felismeri a SeqA protein, amely hozzáköt és megakadályozza az újabb replikációt. Az iniciációt végző DnaA önmagában is nehezebben köti a hemimetilált DNS-t.
Bőséges táplálék esetén az ATP szintje megemelkedik és ha a sejt bizonyos méretet elért, megindítja az osztódást megelőző DNS-másolást. ATP és az ADP egymással verseng a DnaA egyik kötőhelyéért és a létrejövő DnaA-ATP komplex képes iniciálni a replikációt. A DnaA fehérjemolekulák száma is limitáló lehet; minden replikáció után újabb origók, újabb kötőhelyek jönnek létre a számára és a kritikus mennyiség elérésére újabb DnaA proteinek szintézisére van szükség.

## A polimeráz-láncreakció
Bár a sejtekben a DNS-replikáció sok enzim koordinált és szabályozott munkáját igénylő folyamat, leegyszerűsített formában kémcsőben is gyorsan végbemegy. Ezt használják ki a polimeráz-láncreakció során. A kiindulási DNS-hez kész primereket (rövid, egyszálú DNS-szakaszokat, amelyek felismerik a templát bizonyos szakaszait és hozzákötődnek), nukleozid-trifoszfátokat és hőálló DNS-polimerázt adnak. A helikázokat magas hőmérséklettel pótolják, amelyen a DNS két szála elválik egymástól. Miután hagyták a polimerázt dolgozni egy ideig, a reakcióelegyet újból felmelegítik és szétválasztják egymástól az újonnan készült szálakat is, amelyek a lehűtés után maguk is primerkötőhellyé válnak. Minden ciklusban megduplázódik a primerek által közrefogott DNS-szekvencia és néhány tíz ciklus után a nagyon kis mennyiségben jelen lévő DNS-szakasz (például egy kórokozó vagy igazságügyi orvostani minta) könnyen kimutathatóvá válik.

## Fordítás
- Ez a szócikk részben vagy egészben  a   DNA Replication című angol Wikipédia-szócikk ezen változatának fordításán alapul.  Az eredeti cikk szerkesztőit annak laptörténete sorolja fel. Ez a jelzés csupán a megfogalmazás eredetét és a szerzői jogokat jelzi, nem szolgál a cikkben szereplő információk forrásmegjelöléseként.